# Garcis
Garcis es una marca mexicana de artículos deportivos, fundada en la Ciudad de México en el año 1961, por el asturiano David García, con su sede ubicada en la ciudad de León, Guanajuato, México. Siendo después su principal promotor y administrador, su primogénito José Antonio García Rodríguez, quien a los 17 años de edad en el año 1979 se hace cargo la empresa.

## Historia

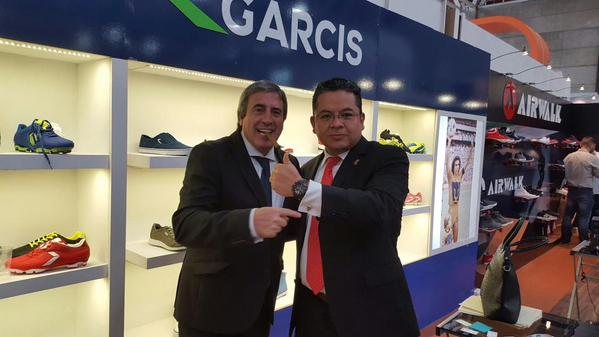

Su primera planta productora, la establecieron en la Colonia Moctezuma, al oriente del Distrito Federal, posteriormente abrieron más instalaciones, en otras zonas de la capital mexicana, además de una planta en la ciudad de León Guanajuato que se encarga principalmente de la maquilación de balones y zapatos de fútbol.
Tuvo presencia con stand en el Salón Internacional de la Piel y el Calzado (SAPICA) en 2015 en León Guanajuato. Sitio donde lanzó al mercado su nueva línea de calzado deportivo.
En junio de 2016 con motivo del 55 aniversario de Garcis, la Lotería Nacional decidió rendirle un reconocimiento público a esta empresa, con una edición especial de billetes para uno de sus sorteos.

### Fútbol

#### Fútbol mexicano
Su principal mercado es el fútbol amateur, sin embargo ha sido proveedor de varios equipos de la Primera División de México durante los años setenta, ochenta y noventa. El primer club que vistió la indumentaria Garcis fueron los Pumas UNAM a principios de los ochenta, posteriormente consiguió ser la marca oficial de clubes importantes como Guadalajara y Tigres UANL. El club que más tiempo ha vestido esta marca ha sido el Atlante FC, de 1987 a 2008 y en 2012.
También fue el distribuidor oficial de balones de la Liga Mexicana a mediados de los noventa.
Su mayor logro comercial, ha sido ser el proveedor oficial de la selección de fútbol de México en 1999, durante la Copa Confederaciones.
Individualmente aún patrocina el calzado de varios jugadores de la Liga Mexicana, incluso en 2013 fue el zapato oficial de todo la fuerza arbitral de dicho circuito.

#### Fútbol Internacional
Internacionalmente también ha sido el proveedor oficial de varios clubes en centro y Sudamérica, tales como Saprissa de Costa Rica y Cobreloa de Chile.
En 2014 Garcis, se enfocó en abrir mercado en Paraguay, por lo que agregó a varios clubes de ese país a su lista de patrocinios.

#### Fútbol Amateur
Copa Garcis
Actualmente la marca Garcis organiza una Copa de jóvenes valores amateurs con convocatoria nacional, el evento se lleva a cabo en Acapulco, se celebró una edición que se jugó en diciembre de 2014.
En julio de 2015, se realizará otra edición de la Copa Garcis.